# Landtagswahlkreis Minden-Lübbecke III
Der Landtagswahlkreis Minden-Lübbecke III war ein Landtagswahlkreis in Nordrhein-Westfalen. Er umfasste zuletzt die Gemeinden Minden und Petershagen im nordöstlichen Kreis Minden-Lübbecke.
Zur Landtagswahl 2005 wurde der Wahlkreis aufgelöst. Petershagen gehört seitdem zu Minden-Lübbecke I, Minden zu Minden-Lübbecke II.
Der Wahlkreis erwies sich als SPD-Hochburg.

## Wahlkreissieger
| Jahr | Wahlkreisname           | Gebiet                  | Direktmandat                 | Partei |
| ---- | ----------------------- | ----------------------- | ---------------------------- | ------ |
| 1947 | 145 Minden-Nord         | Landkreis Minden        | Heinrich Wehking             | CDU    |
| 1950 | 145 Minden-Nord         | Landkreis Minden        | Heinrich Wehking             | CDU    |
| 1954 | 145 Minden-Nord         | Landkreis Minden        | Gerhard Bothur               | SPD    |
| 1958 | 145 Minden-Nord         | Landkreis Minden        | Walter Schwier               | SPD    |
| 1962 | 145 Minden-Nord         | Landkreis Minden        | Werner Pohle                 | SPD    |
| 1966 | 147 Minden I            | Landkreis Minden        | Werner Pohle                 | SPD    |
| 1970 | 147 Minden I            | Kreis Minden            | Werner Pohle                 | SPD    |
| 1975 | 146 Minden-Lübbecke II  | ehemaliger Kreis Minden | Hans Rohe                    | SPD    |
| 1980 | 112 Minden-Lübbecke III | Minden, Petershagen     | Hans Rohe                    | SPD    |
| 1985 | 112 Minden-Lübbecke III | Minden, Petershagen     | Hans Rohe                    | SPD    |
| 1990 | 112 Minden-Lübbecke III | Minden, Petershagen     | Hans Rohe                    | SPD    |
| 1995 | 112 Minden-Lübbecke III | Minden, Petershagen     | Heinrich Dietmar Borcherding | SPD    |
| 2000 | 112 Minden-Lübbecke III | Minden, Petershagen     | Inge Howe                    | SPD    |

Koordinaten: 52° 16′ 52,2″ N, 8° 54′ 36,8″ O